# Lulang
Lulang (kinesiska: 鲁朗, 鲁朗镇) är en köping i Kina. Den ligger i den autonoma regionen Tibet, i den sydvästra delen av landet, omkring 360 kilometer öster om regionhuvudstaden Lhasa. Antalet invånare är 1 588. Befolkningen består av 776 kvinnor och 812 män. Barn under 15 år utgör 17,0 %, vuxna 15-64 år 76 %, och äldre över 65 år 6,0 %.